# Sprent Dabwido
Sprent Jared Dabwido, né le 16 septembre 1972 à Meneng et mort le 8 mai 2019 (à 46 ans) à Armidale en Australie, est un homme d'État et athlète nauruan, président de la République du 15 novembre 2011 au 11 juin 2013.

## Biographie

### Origines et études
Il naît quatre ans après l'indépendance de son pays, ancienne colonie australienne. Issu de la tribu Eamwit, il est l'un de huit enfants. Il effectue sa scolarité dans le Victoria en Australie, et y étudie les sciences sociales à l'université.

### Athlète
Sprent Dabwido remporte le championnat national nauruan d'haltérophilie en 1995 et en 1996. Il prend part également aux Championnats du monde d'haltérophilie de 1995, en Chine, sans y remporter de médaille,.

### Début de carrière politique
Fils du député Audi Dabwido, Sprent Dabwido fait son entrée au Parlement lors des élections législatives d'octobre 2004, élu député de la circonscription de Meneng. Il exerce la fonction de ministre des Transports et des Télécommunications dans le gouvernement du président Marcus Stephen, de décembre 2007 à novembre 2011. C'est sous sa direction qu'un contrat est signé avec la compagnie Digicel afin d'introduire pour la première fois la téléphonie mobile à Nauru, en 2009.

### Président de la République
Le 10 novembre 2011, le président Marcus Stephen démissionne après avoir été accusé par l'opposition d'avoir demandé des pots-de-vin à des hommes d'affaires thaïlandais pour la vente de phosphate, la seule exportation conséquente du pays. Il récuse les accusations mais cède la présidence à un député de sa majorité, Frederick Pitcher. Le 15 novembre, Sprent Dabwido quitte les bancs de la majorité et rejoint l'opposition, lui donnant la voix nécessaire pour destituer Pitcher par une motion de censure au Parlement. Le même jour, cette nouvelle majorité élit Dabwido à la présidence de la République,.
Dans le cabinet qu'il forme peu après, Sprent Dabwido s'attribue lui-même les portefeuilles de ministre des Affaires étrangères et du Commerce extérieur, ainsi que du Service public, de la Police et des Services d'urgence, et de l'Intérieur,. Il cède le ministère des Affaires étrangères à Kieren Keke lors d'un remaniement en juin 2012.
À l'instar de son bref prédécesseur, Dabwido annonce que son gouvernement proposera une réforme constitutionnelle dans le but d'assurer une plus grande stabilité politique. Le projet prévoit un nombre impair de députés (dix-neuf au lieu de dix-huit), et la présidence du Parlement doit être exercée par une personnalité extérieure plutôt que par un de ses membres. Ainsi, le Parlement ne sera plus divisé entre deux camps égaux en nombre, et il n'y aura plus de président du Parlement issu d'un camp ou l'autre et agissant de manière partisane. Cette réforme est adoptée, en vue des législatives de 2013. 
En décembre 2011, il représente les quatorze États du Pacifique membres du groupe des petits États insulaires en voie de développement lors de la Conférence de Durban sur les changements climatiques. Affirmant que la lutte contre le changement climatique est une « question de vie ou de mort » pour ces pays, et qu'ils pourraient être inhabitables pour les petits-enfants de sa génération, il demande un renouvellement et un renforcement du protocole de Kyoto, couplé à un nouveau protocole qui imposerait des obligations aux États qui n'ont pas accepté celui de Kyoto.
En 2012, il accepte la demande de la Première ministre australienne Julia Gillard de rouvrir à Nauru un camp de détention où seront envoyés les demandeurs d'asile arrivant en Australie par bateau et sans visa. Il s'agit pour l'Australie de rétablir la « solution du Pacifique » visant à dissuader l'immigration clandestine. Peu avant sa mort en 2019, Sprent Dabwido exprime son regret d'avoir permis le rétablissement de ce centre, au regard des conditions de vie très difficiles qui y ont résulté pour les migrants.
En février 2013, le gouvernement Dabwido est nettement affaibli par la démission du ministre des Affaires étrangères Kieren Keke et du ministre des Finances Roland Kun, ainsi que par le limogeage du ministre du Commerce Marcus Stephen, pour des raisons non-spécifiées. Cet éclatement du gouvernement serait dû à un désaccord autour du rétablissement du centre de détention australien sur l'île. Dès lors, outre le président lui-même, le gouvernement n'est plus composé que du ministre de la Justice Dominic Tabuna et du ministre des Transports Riddell Akua. Le Parlement se trouve « divisé en trois factions ». Le gouvernement n'ayant plus de majorité parlementaire, il est question d'avancer les élections, prévues initialement pour la mi-2013.
De février à mai, le gouvernement et le Parlement s'opposent autour de la question d'une dissolution du Parlement afin d'enclencher des élections anticipées. Les partisans du Président refusent de siéger, empêchant ainsi le Parlement d'avoir le quorum nécessaire pour fonctionner. Le 23 mai, le président du Parlement, Godfrey Thoma, accepte finalement de dissoudre l'assemblée sur demande de Dabwido. Cette dissolution enclenche des élections, censées se tenir le 22 juin (environ). Quatre jours plus tard, dans un discours à la nation, le Président Dabwido annonce que l'élection devra avoir lieu plus tôt, le 8 juin, car il est urgent de voter le budget, en raison des délais engendrés par la paralysie du Parlement. Par la même occasion, il décrète l'état d'urgence. Bénéficiant ainsi de pouvoirs élargis, il ordonne aux médias du pays de ne pas traiter de politique durant la campagne électorale, et de n'accorder aucune interview de nature politique. Il entend, dit-il, éviter que les candidats ne « fassent leur auto-promotion » et ne dénigrent leurs adversaires. Il précise qu'il interdit « aux hommes politiques d'utiliser les médias pour quelque raison politique que ce soit ».

### Suites
Sprent Dabwido conserve son siège de député aux élections législatives du 8 juin 2013, mais ne dispose pas d'une majorité parlementaire, et ne brigue donc pas un nouveau mandat de président. Le 11 juin, les députés choisissent Baron Waqa, principale figure de l'opposition sortante, pour lui succéder à la tête de l'État. Il siège sur les bancs de l'opposition durant la législature 2013-2016, et perd son siège de député lors des élections législatives de juillet 2016.
Il est arrêté avec dix-huit autres personnes, dont Mathew Batsiua et Squire Jeremiah, à la suite de manifestations pour la démocratie et contre les abus de pouvoir du gouvernement de Baron Waqa en 2015. Le 13 septembre 2018, le juge Geoffrey Muecke met un terme à leur procès, expliquant que le gouvernement de Baron Waqa a rendu impossible la tenue d'un procès équitable, le ministre de la Justice David Adeang ayant tenté d'empêcher les accusés d'avoir accès à un avocat, et ayant déclaré ouvertement que le gouvernement ferait le nécessaire pour qu'ils soient emprisonnés. Le juge note également que le gouvernement a fait pression sur les entreprises du pays pour que les accusés, que les médias étrangers appellent les « Dix-Neuf de Nauru », ne puissent pas trouver d'emplois. Geoffrey Muecke accuse David Adeang de s'être livré à « un affront honteux à l'État de droit ».
En mars 2018, il s'était vu diagnostiquer un cancer de la gorge. Sa demande de se voir rétablir son passeport pour pouvoir obtenir des soins à l'étranger n'est accordée qu'en septembre. Il est alors hospitalisé en Thaïlande. En février 2019, il demande l'asile politique en Australie. Il affirme qu'outre la répression politique qu'il a subie, le gouvernement nauruan a tenté de l'empêcher d'obtenir des soins médicaux pour traiter son cancer. 
Il meurt en Australie le 8 mai, d'un carcinome du nasopharynx, avant que sa demande d'asile politique ne puisse aboutir et alors que le gouvernement nauruan a fait appel contre son acquittement et celui de ses dix-huit co-accusés. Mathew Batsiua, ancien député d'opposition et co-accusé, accuse le gouvernement de Nauru d'avoir du « sang sur les mains » pour avoir tardé à permettre à Sprent Dabwido de se rendre à l'étranger à des fins médicales.